# Belledune
Belledune ist ein Dorf in der kanadischen Provinz New Brunswick. Der Ort hat 1417 Einwohner (Stand: 2016). 2011 betrug die Einwohnerzahl 1548.

## Geografie
Belledune liegt im  Gloucester County an der Chaleur-Bucht. Rund 40 Kilometer nordwestlich befindet sich Dalhousie. Bathurst im Südosten ist ca. 30 Kilometer entfernt.

## Historie
Im Jahr 1799 ließ sich der aus Frankreich stammende Francis (Jacques) Guitard in der Gegend nieder. Weitere französische Einwanderer folgten und nannten den Ort 1824 wegen der landschaftlichen Schönheit der Strände Belledune, was „schöne Sanddünen“ bedeutet. Nach einem verheerenden Flächenbrand in den weiter südlich gelegenen Regionen um Chatham, zogen viele irische und schottische Siedler aus den betroffenen Gegenden nach Belledune. Hauptlebensgrundlage der Einwohner Mitte des 19. Jahrhunderts war die Fischerei-, Land-  und Holzwirtschaft. 1966 ging eine Zinkhütte in Betrieb. Das staatliche Energieversorgungsunternehmen der Provinz New Brunswick, NB Power nahm im Jahr 1993 ein Kohle gefeuertes Kraftwerk, die Belledune Generating Station in Betrieb. Das Kraftwerke wurde zeitweise mit lokaler Kohle aus Minto betrieben. Da Belledune auch über einen Hafen verfügt, wird jedoch zunehmend auch preiswertere Kohle aus den USA oder Südamerika importiert.